# Ceratinia iolaia
Espèce
Ceratinia iolaia est un insecte lépidoptère  de la famille des Nymphalidae, de la sous-famille des Danainae et du genre Ceratinia.

## Dénomination
Ceratinia iolaia a été décrit par William Chapman Hewitson en 1856.
Synonyme : Ithomia cayana Salvin, 1869.

### Sous-espèces
- Ceratinia iolaia iolaia ; présent en Colombie
- Ceratinia iolaia coneniens Bryk, 1937; présent en Colombie
- Ceratinia iolaia rehni Fox, 1941; présent en Colombie[1].

## Description
Ceratinia iolaia est un papillon aux ailes à apex arrondi avec les ailes antérieures bien plus longues que les ailes postérieures. Les ailes antérieures ont une partie basale jaune orangé et le reste de l'aile marron taché de blanc. Les ailes postérieures sont jaune orangé avec une bordure marron.
Le revers est semblable.

## Écologie et distribution
Ceratinia iolaia est présent en Colombie.

### Biotope
Il réside en sous-bois.

### Protection
Pas de statut de protection particulier.